# USA:s folkräkning 1850
USA:s folkräkning 1850 (engelska: 1850 United States census) var den sjunde folkräkningen i USA:s historia. Folkräkningen registrerade 23 191 876 invånare.